# پول-آپ
بالاکش، یا به گفته ای دیگر پول-آپ و بارفیکس (به انگلیسی: Pull-Up) یک حرکت ورزشی است با بارفیکس یا یک میله ی افقی یا به اصطلاح بارفیکس زدن به طوری که کف دستان روبه خارج باشد و فرد وزن خود را با کشیدن اندام خود به بالا انجام می دهد، در هنگامی که آویزان از میله ای افقی است  (کف دستان رو به صورت فرد نباشد.)؛ بالاکش ساده بدین صورت است که بارفیکس را با دو دست گرفته (که کف دستان روبه خارج باشد) به طوری که آرنجتان کاملاً باز باشد سپس خود را بالا می‌کشید تا چانه به بارفیکس برسد. در اصل ، بالاکش با پشت دست امجام می شود و ورزش دیگری به نام چین-آپ یا همان بالاکشِ جلودست با جلو‌ دست انجام می شود یعنی کف دست بو سوی خود فرد می‌باشد.